# Ceratotingis
Ceratotingis is een geslacht van wantsen uit de familie van de Tingidae (Netwantsen). Het geslacht werd voor het eerst wetenschappelijk beschreven door Montemayor in 2008.

## Soorten
Het genus bevat de volgende soorten:

- Ceratotingis costarriquense Montemayor, 2008
- Ceratotingis rafaeli Montemayor, 2008
- Ceratotingis spatula (Monte, 1945)
- Ceratotingis zeteki (Drake, 1950)